# Tiffany Davis
Tiffany Dabek (ur. 14 marca 1980 w Los Angeles), amerykańska tenisistka.
Starty w zawodowym tenisie rozpoczęła w 1998 roku, biorąc trzykrotnie udział w kwalifikacjach do turniejów ITF w USA, ale ani razu nie udało jej się awansować do fazy głównej tych turniejów. Po raz pierwszy w turnieju głównym zagrała we wrześniu tego samego roku, w Guayaquil w Ekwadorze, gdzie jednak odpadła po pierwszej rundzie.
Niewielkie sukcesy odniosła w drugiej połowie roku, osiągając w grze pojedynczej dwa ćwierćfinały i jeden półfinał, a w grze podwójnej finał. Pierwszy wygrany turniej singlowy miał miejsce w Hallandale Beach na Florydzie a deblowy w Limie oba w 2000 roku. W sumie tenisistka wygrała pięć turniejów singlowych i cztery deblowe rangi ITF.
W rozgrywkach cyklu WTA zadebiutowała w lipcu 2001 roku, na turnieju w Casablance i to zarówno w singlu, jak i w deblu. W obu przypadkach udział swój zakończyła na pierwszej rundzie. Rok później ponownie zagrała jedną rundę na tym samym turnieju, a także wzięła udział w kwalifikacjach w Warszawie, ale przegrała w pierwszej rundzie z Maríą Vento-Kabchi z Wenezueli. W 2005 roku odniosła swój największy sukces w historii występów w turniejach cyklu WTA. Wygrała kwalifikacje do wielkoszlemowego US Open, pokonując w nich Kateřinę Böhmovą, Cwetanę Pironkową oraz Marię Fernandę Alves i awansowała do fazy głównej turnieju. W pierwszej rundzie turnieju głównego trafiła jednak na dobrze dysponowaną Rosjankę Wierę Duszewinę i łatwo przegrała 1:6, 2:6. W następnym roku ponownie próbowała swych sił w kwalifikacjach do turniejów w Wimbledonie, Roland Garros i US Open, ale bez powodzenia.

## Wygrane turnieje rangi ITF
| turnieje z pulą nagród 100 000 $ |
| turnieje z pulą nagród 75 000 $  |
| turnieje z pulą nagród 50 000 $  |
| turnieje z pulą nagród 25 000 $  |
| turnieje z pulą nagród 15 000 $  |
| turnieje z pulą nagród 10 000 $  |

### Gra pojedyncza
|    | Data       | Turniej          | Kat. | ($)    | Naw.     | Finalistka        | Wynik                   |
| 1. | 08/10/2000 | Hallandale Beach | ITF  | 10 000 | ziemna   | Gabriela Volekova | 5:3, 2:4, 4:2, 3:5, 4:2 |
| 2. | 28/09/2003 | Raleigh          | ITF  | 25 000 | ziemna   | Edina Gallovits   | 3:6, 7:5, 6:3           |
| 3. | 25/04/2004 | Hamanako         | ITF  | 10 000 | dywanowa | Chan Chin-wei     | 6:2, 6:3                |
| 4. | 23/10/2004 | Lagos            | ITF  | 10 000 | twarda   | Agnes Szatmari    | 7:5, 6:0                |
| 5. | 15/01/2006 | Tampa            | ITF  | 25 000 | twarda   | Wasilisa Bardina  | 5:7, 7:6, 6:3           |